# 新宿四谷三丁目劇場
新宿四谷三丁目劇場（しんじゅくよつやさんちょうめげきじょう）（2013年～）は、かつて東京都新宿区四谷に所在した小劇場。四谷三丁目劇場やよつさん劇場、よつさん等の通称でも呼ばれた。
2014年末で閉館。
2015年～「シアターノア（Nøah）」と改称され、2017年現在は「HEART-MEN STUDIO」という名称にて運営されている
。

## 概要
主に演劇や音楽ライブ、お笑いライブ等を中心とした小劇場。

### 歴史
創設者である初代支配人は元々不動産投資家であり、現劇場の売り物件を見つけ、四谷四丁目交差点の角という立地に一目惚れしビルごと購入したといわれている。ビルの地下が未使用だった為、改造し現在の劇場となった。
初代支配人はもともと演劇青年で、いつか自分が演出した演劇をやってみたかった為、その舞台として新宿四谷三丁目劇場が作られた。しかし、現在まで演出は行われていない。俳優の杉崎真宏との親交が深く、劇場がプロデュースする公演は杉崎真宏が演出を担当している。
2015年～プロダクションへ運営委託され初代支配人は一旦現場を退いたが、2016年、同ビル３階へ二つ目の劇場「anima」を増築、2017年、同ビル８階へ三つ目の劇場「yonyon」を増築し、ゆくゆくはビル全体のエンターテイメント化を目指している。

### 施設
地下の劇場の他、かつてはビル５階に劇場専属俳優の寮、６階に劇場オフィスが併設されていた。

### 四谷四丁目交差点
四谷四丁目交差点は岡田有希子が亡くなった場所でもあり、毎年初代支配人自ら追悼の意を表明している。

### 名称の由来
元々最寄り駅の名前にしようと決めていたが、四谷三丁目駅と新宿御苑前駅との丁度真ん中に位置し、新宿四谷三丁目劇場か新宿御苑前劇場かで悩んだ結果、
略式名称を考えた際、『よつさん』という響きが気に入ったから四谷三丁目を選び、頭に『新宿』を加えて新宿四谷三丁目劇場となった。かつて吉本興業が運営していた心斎橋筋2丁目劇場や銀座7丁目劇場にかけたという説もある。

## ネットテレビ局の併設
『よつさんＴＶ』との名称で番組制作及び配信も行っていた。2017年現在は『４４TV』と改称されている。

## 逸話
- 四谷四丁目交差点の角にあるのに、四谷三丁目劇場というのが紛らわしいとよく言われた。
- 主に無名の役者やお笑い芸人が利用する為、殆ど収益が無いのに、それでも運営が続いているのは、初代支配人がビルのオーナーだからといわれる。かつて存在した劇場HPによれば、支配人が若い頃に貧乏で苦労した経験から、売れていない役者からお金はとらないと記されており、また、その為にビルごと購入したとも記されている。